# Graphania bisifascia
Graphania bisifascia là một loài bướm đêm trong họ Noctuidae.